# エルヴァイン・フォン・デア・ライエン
カール・オイゲン・ダミアン・エルヴァイン・フォン・ウント・ツー・デア・ライエン（Karl Eugen Damian Erwein Fürst von und zu der Leyen und Graf zu Hohengeroldseck, Freiherr zu Adendorf, 1798年4月3日 - 1879年5月7日）は、ドイツのシュタンデスヘル。ライエン侯、ホーエンゲロルツエック伯爵及びアーデンドルフ男爵。

## 生涯
ナポレオン時代に短期間だがライエン侯国を統治したフィリップ・フォン・デア・ライエンと、その妻の伯爵令嬢ゾフィー・フォン・シェーンボルン＝ヴィーゼントハイト（1772年 - 1810年）の間の第2子、長男。1817年11月23日、バイエルン王国の諸侯身分に登録された。1820年、ライエン家の新しい居所としてオストアルゴイ郡のヴァール・ウンターディーセンの騎士領を購入した。以前の所領だったライン川沿いのアーレンフェルス（Arenfels）、ニーヴァーン（Nievern）、カンプ（Camp）などは売却された。バイエルン王国軍に仕官し、1814年少尉、1817年中尉、1820年大尉、1823年少佐、1833年中佐、1841年（名誉的な）大佐、そして1856年少将に登った。
1829年の父の死と同時に侯の称号とバーデン等族議会第1院の世襲議席を継承したが、議会には生涯出席することはなかった。バーデン邦議会の議席は、父の統治したライエン侯国が陪臣化され、いったんオーストリア帝国の主権下に入ったのち、1819年にバーデン大公国領に帰属した経緯から生じたものである。

## 子女
1818年8月1日ウィーンで、伯爵令嬢ゾフィー・テレーゼ・ヨハンナ・フォン・シェーンボルン・ブーフハイム（1798年 - 1876年）と結婚した。夫婦には6人の子がいたが、成人したのは3人だけである。
- フィリップ（1819年 - 1882年） - ライエン侯
- フランツ（1821年 - 1875年）
- ゾフィー（1822年 - 1829年）
- アマーリエ（1824年 - 1857年）
- エルヴァイン（1826年 - 1829年）
- マリア・アンナ（1828年 - 1829年）

## 引用
1. ↑  Stammtafel der Fürsten von der Leyen